# 胡哲安
胡 哲安（こ てつあん、フー・ジーアン、英語: Hu Zhean、2006年7月27日 - ）は、中華人民共和国の男子バドミントン選手。アジアジュニア2連覇者。

## 経歴
2023年のアジアジュニア選手権では、男子シングルスで準決勝でアルウィ・ファルハンを破り、決勝では沖本優大を破って優勝。16歳でアジアジュニア王者となった。
2024年、2月のダッチ・ジュニアでは、決勝に進出するも、同胞で1歳年下の張志傑に敗れ準優勝となった。
同年8月の宝鶏マスターズでは、決勝で同胞の王正行を破って優勝。18歳の高校生にしてBWFワールドツアータイトルを獲得する快挙を成し遂げた。
12月に開催された、林丹主催のキング・カップにおいて中国勢枠として参戦。1回戦と準決勝では、世界上位勢のロー・ケンユーとラクシャ・センを破って決勝へ進出。決勝では、世界ランク2位のアンダース・アントンセンに21-18, 11-21, 21-18の接戦で敗れ、準優勝となった。